# 拉瓦潘帕區
拉瓦潘帕區（西班牙語：Distrito de Rahuapampa），是秘魯的一個區，位於該國北部安卡什大區的瓦里省，始建於1957年10月11日，面積9.02平方公里，海拔高度2,550米，2005年人口807，人口密度為每平方公里89人。